# アイリーン・マントン

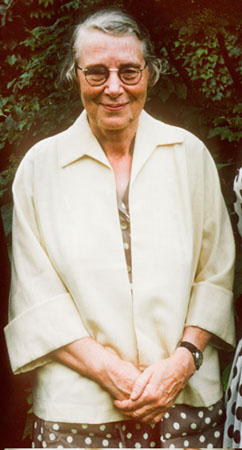
Irene Manton about 1955

アイリーン・マントン (Irene Manton,FRS、1904年4月17日 - 1988年5月13日)は、イギリスの植物学者。シダ類や藻類の研究で有名である。女性として初めてロンドン・リンネ協会の会長となった。

## 生涯
アイリーンはフランス貴族の家系の歯科医の家に生まれた。したがって彼女の本来の名前はフランスの影響を受けていたが、彼女は18歳の時にその名を使うことを辞めて「アイリーン」を選んだ。彼女の姉に昆虫学者のシドニー・マントン (Sidnie Manton FRS、1902-1979)がいる。彼女は、フレーベル・デモンストレイション学校 (the Froebel Demonstration School)(英語版)とロンドン西部のハマースミスにあるセントポール女学校 (St. Paul's Girls' School)(英語版)で学んだ。
1923年、ケンブリッジ大学のガートン・カレッジに進学した。その時代、ケンブリッジ大学は女性に対してまだ歓迎的ではなかったため、彼女は不満足であり、その後ストックホルムの グスタフ・オットー・ローゼンバーグ (Gustaf Otto Rosenberg) と共同研究を行うようになった。彼女は「アブラナ科」に関する論文でマンチェスター大学から博士号 (PhD)を授与された。

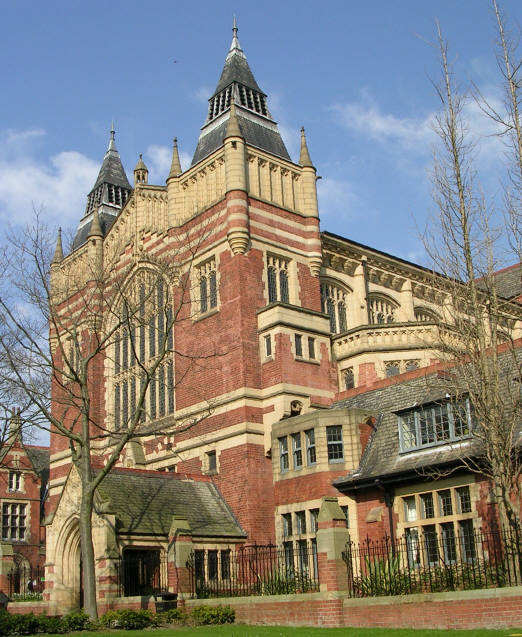
The Great Hall, Leeds University

アイリーンは大学でのキャリアの大半をリーズ大学 (University of Leeds、英国ウェスト・ヨークシャー州リーズ市にある国立大学)で過ごした。彼女はそこで1946年から1969年まで植物学の教授を、その後は名誉教授を務め、シダ類・藻類の研究を行った。シダ類の交配 (hybridization)、倍数性 (polyploidy)、無融合生殖 (apomixis)に関する研究は、彼女の1950年の著作「シダ類の進化と細胞学に関する問題点」 (Problems of cytology and evolution in the pteridophyta)にまとめられた。藻類の研究に関しては、繊毛・鞭毛の構造を明らかにしたことで世界的に知られている彼女の細胞学の研究に、電子顕微鏡を使用したことで有名である
。
彼女は著者あるいは共著者として140を超える学術的な著作を残した。
アイリーンは現代美術・東洋美術のコレクションをリード大学に遺贈した。多くの絵画が、彼女がそのキャリアを過ごしたリーズ大学のBotany Houseの壁に掛けられた。

## 表彰

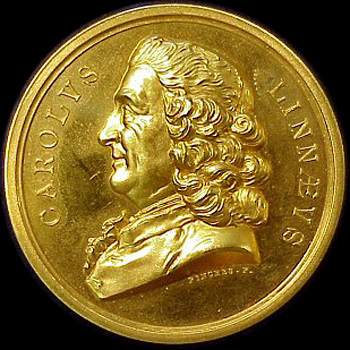
Linnean Medal

アイリーンは1961年3月に植物の極微細構造とその進化に関する研究で、王立協会のフェローに選出された。1969年、エスリン・トレワヴァス (イギリスの魚類学者、1900-1993)とともにロンドン・リンネ協会のリンネ・メダルを受賞し、1973年から1976年までリンネ協会初の女性会長に任命された。また1969年にアメリカ芸術科学アカデミー (American Academy of Arts and Sciences, AAAS) の外国人名誉会員に選出された
。1972年にはドイツ自然科学アカデミー・レオポルディーナからシュライデン・メダル (Schleiden Medal) を授与された

。

## 逝去後

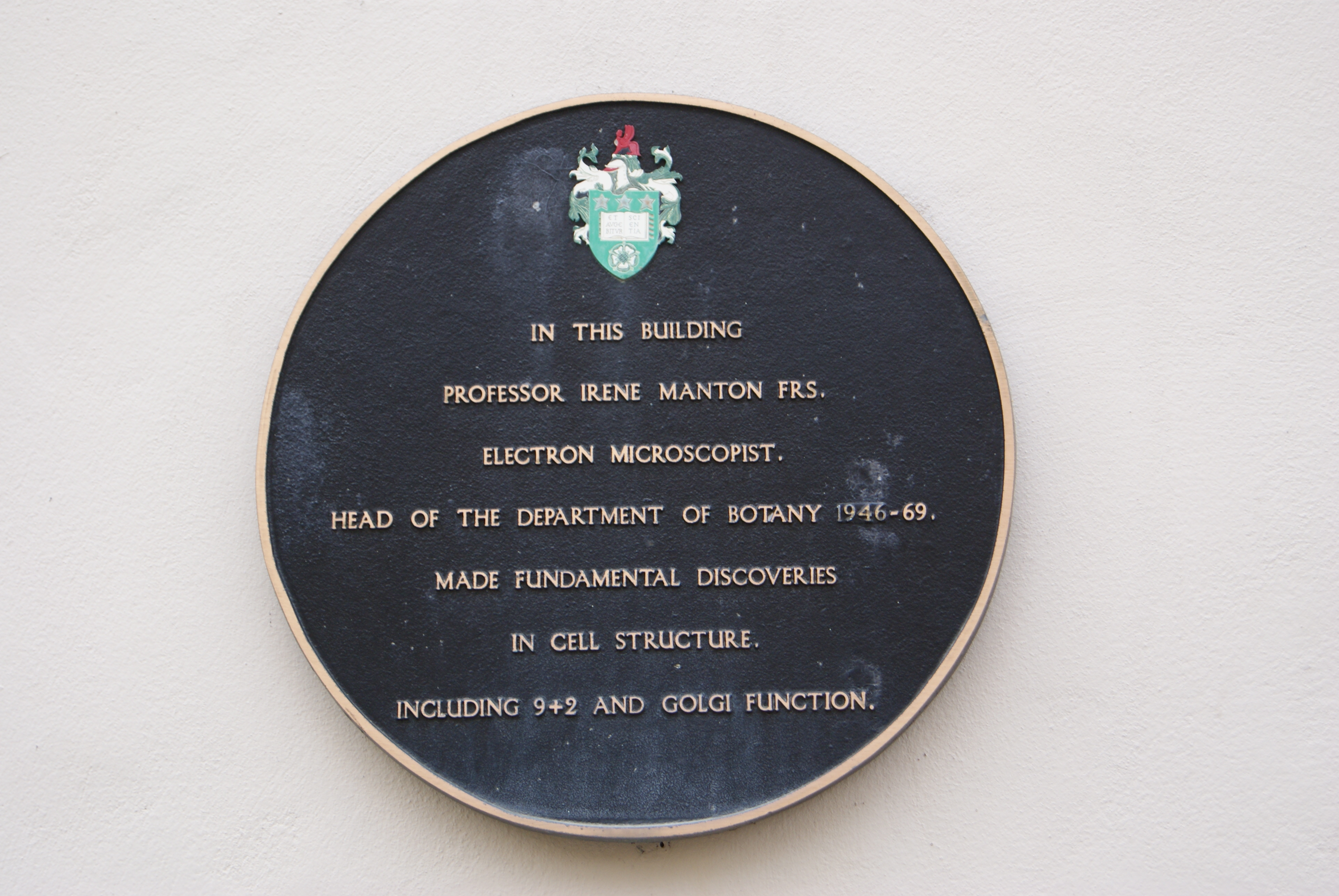
the Irene Manton Buildingに掲げられたプレート

1990年、ロンドン・リンネ協会はその教育年度で最も優れた植物学の論文を表彰する賞として「アイリーン・マントン賞」 (the Irene Manton Prize) を創立した
。
1998年、彼女の死去10周年に建てられたリーズ大学の生物科学の校舎は、彼女の功績を称えて「アイリーン・マントンビルディング」 (the Irene Manton Building) と名付けられた
。
英国心理学会 (The British Phycological Society)(英国版) は定例学術会議において最も優れた発表をした大学院生に対して、「アイリーン・マントン賞」 (the Irène Manton prize) を授与する
。

## 著作
- Manton, I., Sutherland, J., Leadbeater, BSC. "Further observations on fine structure of marine collared flagellates (Choanoflagellata) from arctic Canada and West Greenland - species of Parviorbicula and Pleurasiga." Canadian J Botany - Revue Canadienne de Botanique, Vol 54 (1976) pp 1932–1955
- Parke, M., Green JG., Manton I. "Observations on fine structure of zoids of genus Phaeocystis [Haptophyceae]." J. Marine Biol. Assc. (UK), Vol 51 (1971) pp 927-
- Manton, I., Kowallik, K., Stosch, HAV. " Observations on fine structure and development of spindle at mitosis and meiosis in a marine centric diatom (Lithodesmium undulatum) 4. Second meiotic division and conclusion." J Cell Science, Vol 7 (1970) pp 407 -
- Manton, I., Leedale, GF. " Observations of microanatomy of Coccolithus pelagicus and Cricosphaera carterae with special reference to origin and nature of coccoliths and scales." J Marine Biol Asscn (UK), Vol 49 (1969) pp 1 -
- Provasol, L., Yamasu, T., MantonI. " Experiments on resynthesis of symbiosis in Convoluta roscoffensis with different flagellate cultures."  Marine Biol Asscn (UK), Vol 48 (1968) pp 465 -
- Manton, I. " Observations on fine structure of 2 species of Platymonas with special reference to flagellar scales and mode of origin of theca." J. Marine Biol Asscn (UK), Vol 45 (1965) pp 743 -
- Manton, I. " Observations on fine structure of zoospore and young germlings of Stigeoclonium." J. Exp. Botany, Vol 15 (1964) pp 399 -
- Manton, I., Parke, M. "Further observations on small green flagellates with special reference to possible relatives of Chromulina pusilla Butcher." J. Marine Biol Asscn (UK), Vol 39 (1960) pp 275 -
- Parke, M., Manton, I., Clarke, B., "Studies on marine flagelllates 2. 3 new species of Chrysochromulina." J. Marine Biol Asscn (UK), Vol 34 (1955) pp 579 -
- Manton, I., Clarke, B. "An electron microscopic study of the spermatozoid of Sphagnum." J Exp. Botany, Vol 3 (1952) pp 265- DOI: 10.1093/jxb/3.3.265
- Manton, I., Clarke, B., Greenwood AD. "Observations with the electron microscope on a species of Saprolegnia." J. Exp. Botany, Vol 2 (1951) pp 321 -
- Manton, I. "The spiral structure of chromasomes." Biol Reviews Cambridge Philosophical Society, Vol 25 (1950) pp 486 – 508. DOI: 10.1111/j.1469-185X.1950.tb00770.x
- Manton, I. "New evidence on the telophase split in Todea barbara." American J. Botany, Vol 32 (1945) pp 342–348 DOI: 10.2307/2437168
- Manton, I, "Introduction to the general cytology of the Cruciferae." Annals of Botany, Vol 46 (1932) pp 509–556